# Laufenburg (distrikt)
Laufenburg är ett distrikt i kantonen Aargau, Schweiz.

## Geografi

### Indelning
Laufenburg är indelat i 18 kommuner:
- Böztal
- Eiken
- Frick
- Gansingen
- Gipf-Oberfrick
- Herznach
- Kaisten
- Laufenburg
- Mettauertal
- Münchwilen
- Oberhof
- Oeschgen
- Schwaderloch
- Sisseln
- Ueken
- Wittnau
- Wölflinswil
- Zeihen

### Förändringar
- 2010: Sammanslagning Hottwil, Etzgen, Mettau, Oberhofen och Wil  →  Mettauertal
- 2010: Sammanslagning Ittenthal och Kaisten → Kaisten
- 2010: Sammanslagning Laufenburg och Sulz → Laufenburg
- 2022: Sammanslagning Hornussen samt Bözen, Effingen och Elfingen i distriktet Brugg → Böztal